# Nikolái Shmatko
Mykola Havrýlovych Shmatkó, (en ucraniano: Микола Гаврилович Шматько; Krasnogórivka, Unión Soviética, 17 de agosto de 1943 - Mukáchevo, Ucrania, 15 de septiembre de 2020) fue un pintor y escultor soviético y ucraniano.

## Obra

La "Santísima Virgen Sviatohorska", realizada para el monasterio de Sviatohirsk, es una de las obras más conocidas de Shmatkó.

La obra de Shmatkó, cuya escultura está realizada principalmente en mármol, está inspirada en la cultura y el arte europeos, y está reflejada en su galería de arte (escultura y pintura) "Шматько и сыновья" ("Shmatkó e hijos"), en Lugansk. La galería contiene 100 esculturas, más de 70 de las cuales son de mármol de los Urales e italiano, 30 moldes de yeso y cerca de 300 imágenes (pinturas, gráficos y proyectos de arquitectura).
Su obra comprende más de 750 monumentos (bajorrelieves, altorrelieves y esculturas) y cerca de quinientos cuadros.
En el año 2000, fue nombrado profesor del departamento de Artes del Instituto de la Civilización Mundial de Moscú.
En 2004, le fue concedida la Orden de Néstor Letopisets por su escultura "Santísima Virgen Sviatohorska" realizada para el monasterio de Sviatohirsk. La obra, de una altura de 4,20 m, está tallada en dos bloques de mármol uraliano.
Fue autor también de numerosas obras religiosas en distintos monasterios e iglesias de Ucrania, habiendo sido premiada su obra también en la bienal de Florencia en 2007.
Su galería itinerante ha recorrido las ciudades de Bolhrad, Krasnyi Luch, Lugansk, Kiev, Donetsk y Sloviansk en Ucrania, Moscú en Rusia y Florencia en Italia.

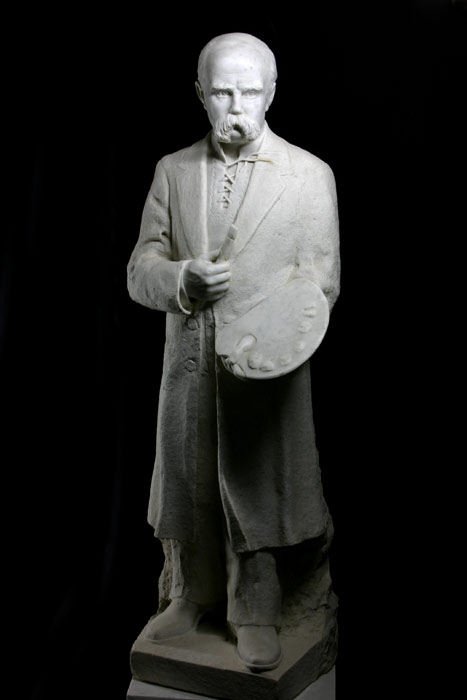
Escultura de Tarás Shevchenko en la Universidad Nacional Tarás Shevchenko de Lugansk realizada por Shmatkó.

## Otras obras en museos

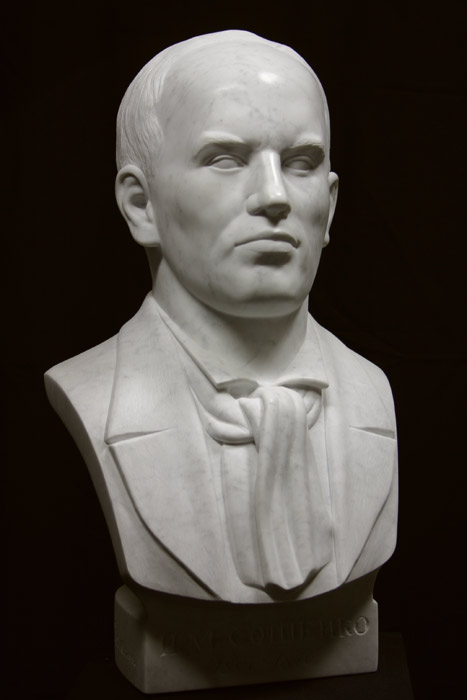
Busto de Iván Soshenko realizado por Shmatkó.

- Busto de Iván Soshenko, expuesto en el museo de Tarás Shevchenko en la Academia Imperial de las Artes (San Petersburgo).[8][9]
- Escultura de Tarás Shevchenko en la Universidad Nacional Tarás Shevchenko de Lugansk